# Funningur
Funningur på dansk og oldnordisk Funding er en bygd på Eysturoy på Færøerne beliggende på nordvestkysten af Funningsfjørður og ved foden af Færøernes højeste fjeld Slættaratindur (882 m). Bygden ligger på begge sider af elven Stórá, og der er flere tomter fra ældre bebyggelse. Her findes en af de færøske trækirker. 
Funnings kommuna, som den hed til dens opløsning i 2009, bestod også af Gjógv, indtil denne i 1948 dannede sin egen kommune. Landskabet er karakteristisk for de mellemliggende basaltlag. Kun bygdedalen er ikke fyldt med sten og er derfor  det eneste sted på denne side, hvor der er mulighed for bosættelse. 
Den 15 november 2006 var der en vejledende folkeafstemning i Funningur. 47 af 54 vælgere stemte for en tilslutning til Runavíkar kommuna.
Ca. 10 km efter Streymin-broen løber landevej nr. 632 parallelt med nordvestsiden af fjorden Funningsfjørður, hvor der i 300 meters højde går en sidevej ned til bygden. Landevej 632 forløber videre mod vest forbi Eiði og parallelt med sundet mellem Eysturoy og Streymoy ud til Eysturoybroen. På grund af den gode vejforbindelse har de fleste arbejde i de større nabobygder. Landevejen er kendt som en af Færøernes flotteste panoramaveje.

## Historie
Det siges at den første landnamsmand Grímur Kamban bosatte sig her omkring år 825. Derved regnes Funningur som en af de ældste bygder på Færøerne. Navnet Funningur betyder fund – at Grímur Kamban fandt stedet.
Bygden er første gang nævnt i Hundebrevet som Funding i 1584, og regnes ikke som en landnamsbygd af historikere og arkæologerFunding er formodentlig det oprindelige navn på fjorden Funningsfjørður, beslægtet med finde i en ældre betydning 'søge hen imod'.
Funningur var en nytårsbygd. Folk fra nabobygderne kom her for at danse nytårsaften.
Skolen i Funningur blev opført i 1944 og blev nedlagt 2010.

## Kirken
Funnings kirkja er sammen med Porkeris kirkja  den yngste af de færøske trækirker. Bygmesteren var Jákup Andreassen fra Syðrugøta. Kirken blev indviet den 31. oktober 1847. Indtil 1929, da kirken i Gjógv blev indviet, var Funningur også sognekirke for Gjógv. Stedet, hvor kirken står, hedder niðri í Hólma. Kirken har 10 bænke på mandesiden og 9 bænke på kvindesiden. Stedet hvor kirken står kaldes Niðri í Holma ("nede på holmen"). Åen adskiller kirken fra den nye kirkegård, der blev indviet i 1941 og udvidet i 1972.

## Fjeldene ved Funningur
- Gráfelli (856 moh.)  er Færøernes næsthøjeste bjerg. Det ligger i nærheden af Funningur, lidt sydøst for Slættaratindur. Kløften mellem Slættaratindur og Gráfelli kaldes Bláaberg (640 moh.).
- Slættaratindur (882 moh.) er Færøernes højeste bjerg. Slættaratindur betyder flad bjergtinde. Vandringen til toppen er stejl men ikke vanskelig, hvis man har passet mellem Eiði og Funningur som udgangspunkt.
- Vaðhorn (727 moh.) er Færøernes 36 højeste fjeld.
- Blámansfjall (792 moh.) er det fjerde højeste på Eysturoy og Færøernes 11 højeste.
- Húsafjall (697 moh.) er det 49 højeste fjeld på Færøerne
- Middagsfjall (601 moh.) (Eysturoy)

## Kendte fra funningur
- Grímur Kamban, bosatte sig her omkring år 825. (sagn)

## Galleri
| - Funningur - Funningur - Funningur - Funningur Kirkja - Slættaratindur set fra Funningur - Fjorden Funningsfjørður med Kalsoy i baggrunden |